# エスケープ (ルパート・ホルムズの曲)
エスケープ（Escape）は、イギリス生まれのアメリカ人であるルパート・ホルムズ の1979年のシングル曲。ピニャ・コラーダソングとして知られる。
ルパート・ホルムズによって作曲、録音され Partners in Crime に収録された。1979年の年度末には70年代最後のBillboard Hot 100での首位獲得曲となった。

## 内容
この曲は3番まであり、現在の彼女/妻との繰り返しの日々に飽きた男は、ある夜新聞に載っていた「当方女、小さいことはどうでもいいけどピニャ・コラーダが好きな男を探しています」という個人広告に興味を惹かれ、O'Malley's というバーでの約束を取り付けるが、バーに来た女は彼の現在の彼女/妻であった。二人は思っていたよりももっと両者の間に共通の趣味があることに気づき、これ以上新しい恋愛を探す必要性を失くすという歌詞。

## 評価
シングルリリースされた後即座に人気にはなったものの、実際の曲名であるエスケープというタイトルが知られていなかったのでセールスはむしろゆっくりのびていった。そのためホルムスは嫌々ながらも"エスケープ(ピニャ･コラーダの歌)" と改題することを了承した。この曲はビルボードチャートを駆け上がり1979年、そして1970年代最後のナンバーワンの座に輝いた。しかしながら、1980年の第二週にもまたBillboard Hot 100チャートで第一位に輝くことになる。

## 背景
1979年リリースのアルバム Partners in Crime 用に録音された。ホルムズが間に合わせで書いていた歌詞の "The Law of The Jungle"というもう一つのバージョンは、2005年に Cast of Characters というボックスセットに収録されている。 歌詞は、ホルムズがある日ゴロゴロしながら新聞を読んでいたところ、広告を見て「これに返信したらどうなるんだろう？自分に飽きた奥さんか見に行くだろうな」とおもったことから着想を得ている。この曲は元々 "People Need Other People" というタイトルになる予定だった。
オリジナルのサビは "if you like Humphrey Bogart" となる予定だったが、最後の最後で彼の思いつく一番エキゾチックなカクテルの名前に変更された。
ホルムズはこの曲のおかげで富と名声を手にしたものの、彼の真面目な音楽活動から目を背けられてしまったことから、この成功を自慢でもあり悔しさでもあると語っている。彼はUncle Floyd Showでピニャ･コラーダは湿布の味がするといったように、この飲み物が特別好きというわけではない。

## 奏者
- ルパート・ホルムズ - ボーカル、キーボード、シンセサイザー、サクソフォン
- Dean Bailin - ギター
- Frank Gravis - ベース
- Leo Adamian - ドラム
- Steve Jordan -  Adamianとのダブルドラム